# コンウェイ (サウスカロライナ州)
コンウェイ（英: Conway）は、アメリカ合衆国サウスカロライナ州の都市。オリー郡の郡庁所在地である。人口は2万4849人（2020年）。マートルビーチ都市圏に属している。市内には海岸カロライナ大学がある。
コンウェイ市内にある多くの建物や構造物がアメリカ合衆国国家歴史登録財に指定されている。その中でもワシントン記念塔を設計した建築家ロバート・ミルズが設計したコンウェイ市役所が名高い。1980年代にアメリカのメインストリート・プロジェクトが完成して以来、コンウェイの中心街は店舗やビストロができて再活性化されてきた。中心街地域の改修のなかでも注目されるのがリバーウォークであり、コンウェイ市内を蛇行するワッカモー川の流れに沿ってレストランが並ぶ。

## 歴史
コンウェイはサウスカロライナ州でも最古クラスの町である。当初は、イングランド人初期開拓者がこの村を「キングスタウン」と名付けたが、その後「キングストン」と改名された。町はサウスカロライナ植民地総督ロバート・ジョンソンのタウンシップ計画の一部として、1732年に設立された。現在オリー郡と呼ばれる所にあるワッカモー川を見下ろす崖の上に町が造られた。

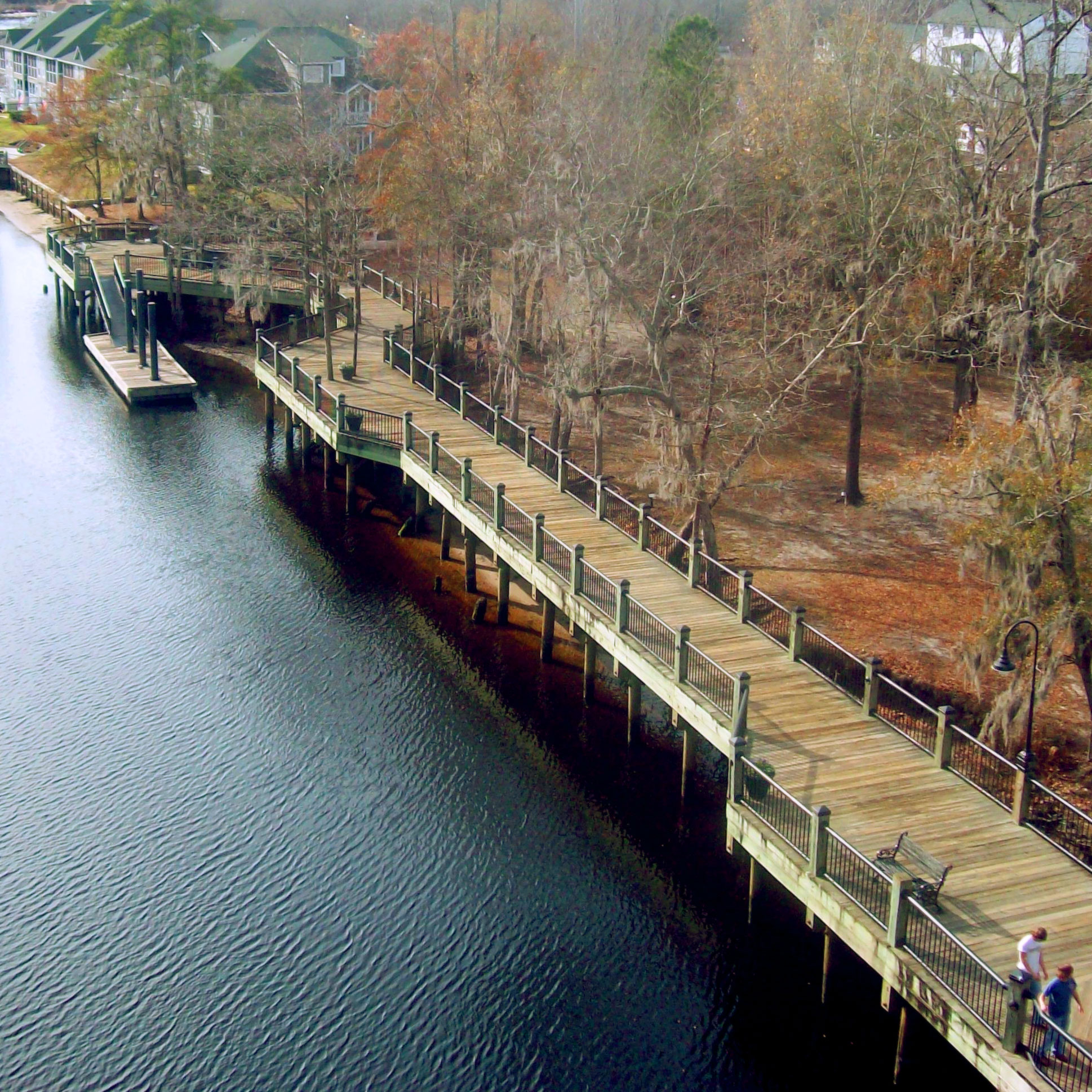
コンウェイ・マリーナ、ワッカモー川橋から望む

地域の多くの住民がアメリカ独立戦争で戦った。キングストンのベア・ブラフやブラック湖の近くで小さな戦闘が起きた。「沼の狐」と呼ばれたフランシス・マリオンが、ワッカモー川の対岸、キングストンの近くで宿営していた。
独立戦争後、愛国的市民がイギリス王ジョージ2世を称える意味のある町名を棄てたいと考えた。郡名は1801年にピーター・オリー将軍にちなんでオリーと改名され、郡庁舎がキングストンに建てられた。「キングストン」はその後、ロバート・コンウェイ将軍にちなんで「コンウェイボロ」と変えられた。1833年、サウスカロライナ州議会が町名を現在の「コンウェイ」に修正した。

## 地理
コンウェイはオリー郡の郡庁所在地であり、北緯33度50分17秒 西経79度3分22秒 / 北緯33.83806度 西経79.05611度 (33.838093, -79.056101)に位置している。サウスカロライナ州の海岸平原にあり、ワッカモー川の西岸、大西洋からは約25マイル (40 km) の位置にある。
アメリカ合衆国国勢調査局に拠れば、市域全面積は13.4平方マイル (35 km2)であり、このうち陸地12.7平方マイル (33 km2)、水域は0.7平方マイル (1.8 km2)で水域率は5.08%である

## 人口動態
以下は2000年の国勢調査による人口統計データである。
| 基礎データ - 人口: 11,788 人 - 世帯数: 4,259 世帯 - 家族数: 2,942 家族 - 人口密度: 358.1人/km2（927.8 人/mi2） - 住居数: 4,783 軒 - 住居密度: 145.3軒/km2（376.5 軒/mi2） 人種別人口構成 - 白人: 55.82% - アフリカン・アメリカン: 41.85% - ネイティブ・アメリカン: 0.21% - アジア人: 0.74% - 太平洋諸島系: 0.03% - その他の人種: 0.64% - 混血: 0.72% - ヒスパニック・ラテン系: 1.87% | 年齢別人口構成 - 18歳未満: 25.1% - 18-24歳: 15.8% - 25-44歳: 25.3% - 45-64歳: 20.2% - 65歳以上: 13.6% - 年齢の中央値: 33歳 - 性比（女性100人あたり男性の人口） - 総人口: 83.2 - 18歳以上: 75.0 世帯と家族（対世帯数） - 18歳未満の子供がいる: 32.8% - 結婚・同居している夫婦: 42.3% - 未婚・離婚・死別女性が世帯主: 23.3% - 非家族世帯: 30.9% - 単身世帯: 26.7% - 65歳以上の老人1人暮らし: 9.9% - 平均構成人数 - 世帯: 2.52人 - 家族: 3.02人 | 収入と家計 - 収入の中央値 - 世帯: 32,155米ドル - 家族: 39,189米ドル - 性別 - 男性: 26,720米ドル - 女性: 21,310米ドル - 人口1人あたり収入: 16,611米ドル - 貧困線以下 - 対人口: 20.2% - 対家族数: 15.9% - 18歳未満: 32.9% - 65歳以上: 16.0% |

## 市政府

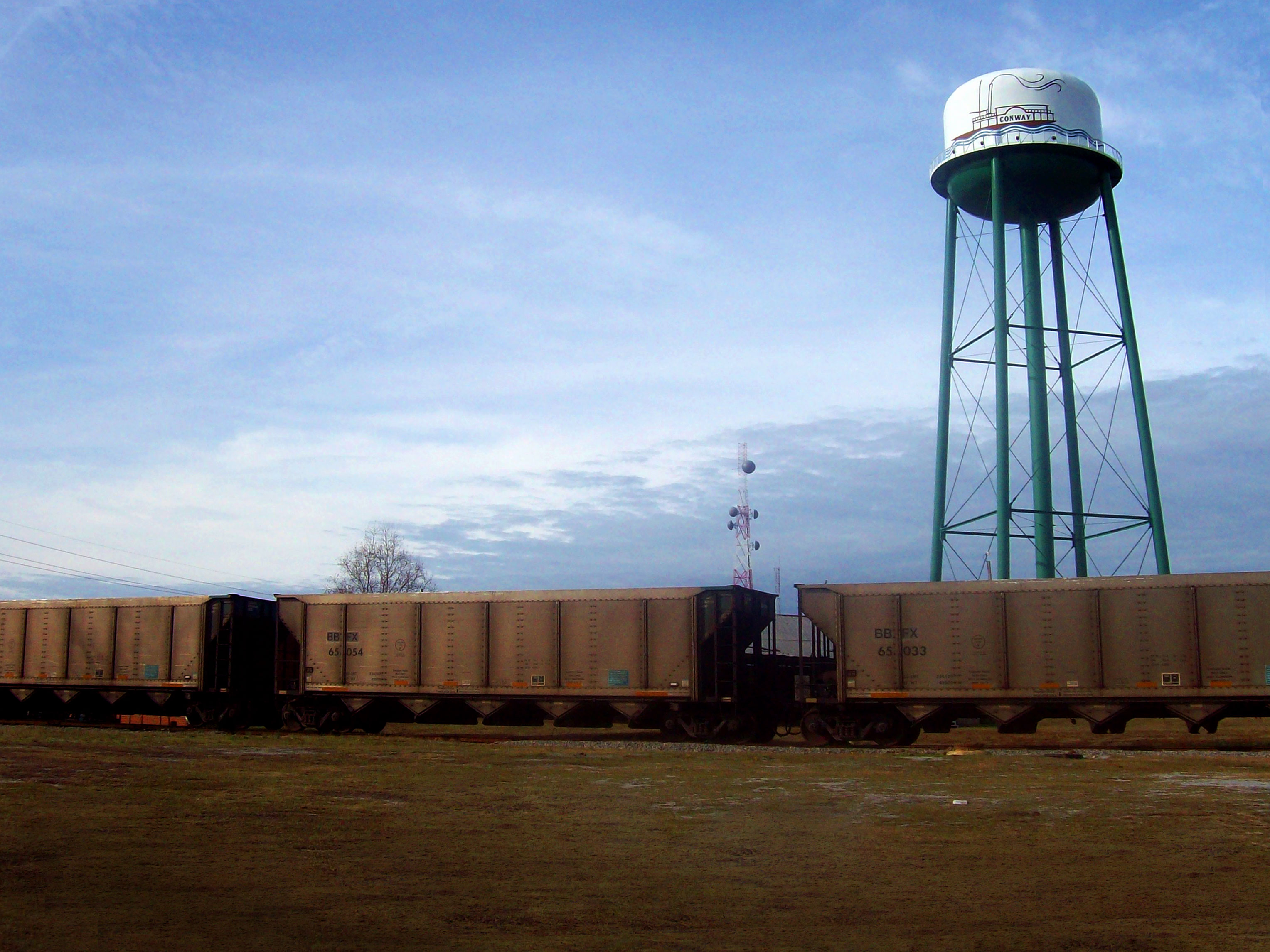
コンウェイ給水塔の前の列車

コンウェイ市は選挙で選ばれる市長と市政委員会の政府を採用している。

## 教育
オリー郡の大半は、オリー郡教育学区という1つの教育学区で管轄されている。私立学校にはコンウェイ・クリスチャン学校がある。隣接するマートルビーチには私立学校数校がある。
コンウェイ市内にある高等教育機関として、海岸カロライナ大学とオリー・ジョージタウン工科カレッジがある。経営学修士課程のあるウェブスター大学の分校や、航空学校である北アメリカ航空学校もある。

## 交通

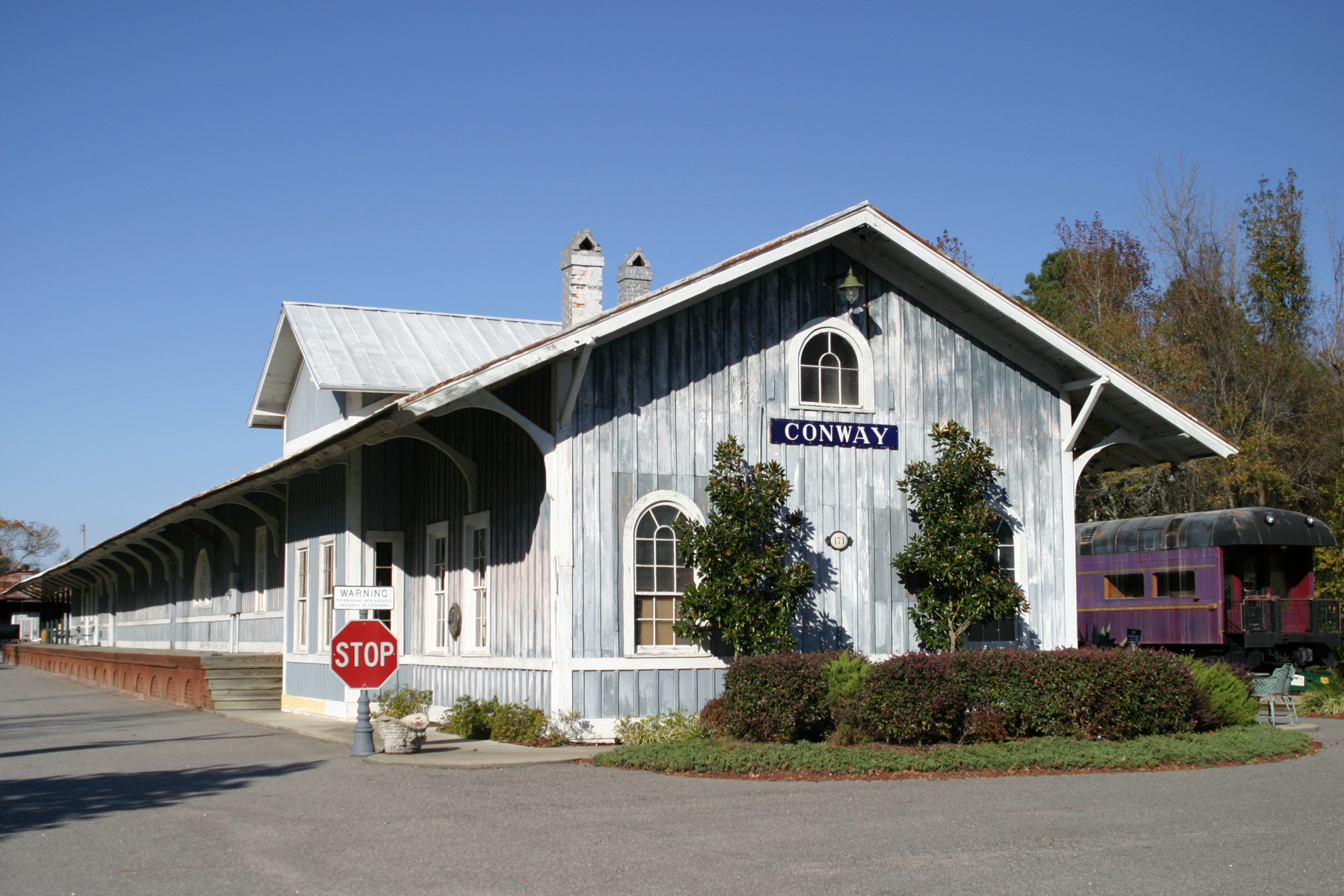
旧鉄道駅、今は利用はされていない

### 空港
コンウェイ市内にはコンウェイ・オリー郡空港（HYM）がある。アメリカ国道378号線沿いに、町の外3マイル1（4.8 km) に位置している小さな空港である。

### バス
オリー郡の大部分は、海岸地域交通局バス便を運行している。この局は元、ワッカモー地域交通局またはライモと呼ばれていた。その主たる駅と事務所がコンウェイ中心街の歴史地区近くにある。

### 鉄道
R・J・コーマン鉄道のカロライナ線は、南北カロライナ州の一部を通る短線鉄道である。コンウェイはその鉄道のチャドボーン・マートルビーチ支線にある。歴史あるコンウェイ鉄道駅はこの支線に添ってあるが、現在は事務所ビルとして使われている。

## 経済
コンウェイ市内にある著名な企業と雇用主として次のものがある。
- ニューサウス・カンパニーズ Inc. （林業のカンフォーの子会社）
- バルカン・マテリアルズ・カンパニー（建材）
- Avx コーポレーション（電子部品）

## メディア
- 「コンウェイ・ジャーナル」[10]

- リバータウン・ラジオ[11]

- 「オリー・インディペンデント」[12]

## 文化
コンウェイにはキンベル図書館があり、海岸カロライナ大学にはレベッカ・ランドール・ブライアン画廊がある。この画廊では年間を通じて様々な展示会が行われている。入場は無料であり、一般公開されている。

## スポーツ
HTCセンターは、当初学生レクリエーションと会議センターと呼ばれており、海岸カロライナ大学のキャンパスにある3,370席の多目的アリーナである。海岸カロライナ大学男女のバスケットボールチームと女子バレーボールチームが本拠地にしている。この目的ではキンベル・アリーナに代わるものだった。
Y2R2と呼ばれるアリーナのプロジェクトは、大学のスポーツチームの本拠地とし、将来はアイスホッケーのマートルビーチ・サンダーボルトの本拠地とする計画だったが、開発許可を得られなかった。

## 著名な出身者
- ウィリアム・ギブスン、小説家、SF作家、サイバーパンクというSFの新しいサブジャンルを始めた者とされている